# Pierre Emmanuel Bruneseau
Pierre Emmanuel Bruneseau (1751 – 1819) è stato un ingegnere francese, ispettore del lavoro della città di Parigi. Fu il creatore del servizio delle fogne di Parigi.
Durante l'epoca napoleonica si assunse l'incarico di procedere con il rilievo e la mappatura, oltre che con la pulizia e la ristrutturazione, del sistema fognario della capitale francese. Fino ad allora, infatti, il sistema fognario era cresciuto in modo disorganico ed era sostanzialmente ignoto all'amministrazione dell'epoca, dato che non ne esistevano mappe, ed era privo di manutenzione da decenni.
Amico di Victor Hugo, è citato nel romanzo I Miserabili (nel secondo libro della quinta parte).